# Economia social
A Economia Social reúne as atividades econômicas que não visam só o lucro e, embora sejam de caráter privado, compartilham seus objetivos com o setor público.

## Princípios e características da Economia Social
A Economia Social constitui a esfera do chamado terceiro setor, sendo o primeiro setor, o setor público (Estado, Governo) ; sendo o segundo setor, o setor de empresas privadas.  
Na esfera da Economia Social, estão o associativismo, o cooperativismo e o mutualismo, como formas de organização da atividade produtiva (Ong s- organizações autônomas; visam a melhoria da qualidade social; projetos sociais; organizações não governamentais).
Ao longo dos últimos 150 anos, a Economia Social vem ganhando expressão e seus objetivos passam necessariamente pela solidariedade e pelo desenvolvimento integrado da comunidade e do Homem. Nesta sequência de ideias, a Economia Social ou Terceiro Sector pode eventualmente substituir a ação do Estado ou ser um prolongamento deste na implementação de suas políticas sociais. 
Basicamente inclui dois tipos de organizações: aquelas que funcionam como empresas, embora não visem ao lucro (liminarmente relacionadas com o movimento cooperativo), e as organizações privadas mantidas por donativos, quotizações, trabalho voluntário, doações e recursos públicos, tais como associações e fundações: 
- Adesão voluntária e livre;
- Gestão democrática e participativa;
- Ausência de finalidades lucrativas;
- Autonomia face ao Estado e às pessoas jurídicas de direito público.

## A evolução histórica da Economia Social
As raízes do Terceiro Sector remontam às ações assistenciais, de proteção social e caridade da Igreja Católica, voltadas aos grupos sociais mais desfavorecidos (idosos, doentes, pessoas com deficiência, vitimas da pobreza, crianças).
Posteriormente à Revolução Francesa, surgem as organizações de cariz mutualista, assentes na entreajuda e dispensando apoios externos. São exemplos do movimento mutualista as Associações de Socorros Mútuos e as caixas econômicas, como o Montepio Geral.
A primeira fase deste sector está ligada às experiências e iniciativas revolucionárias do século XIX, inspiradas no Socialismo utópico de Saint-Simon e Fourier, no Social - Cristianismo de Le Play e no Liberalismo econômico, que pregavam o cooperativismo, o mutualismo e o associativismo como alternativa à economia capitalista.
O associativismo, na forma de sindicatos e associações de classe, associações culturais, cientificas, recreativas, convivenciais, surge em reação ao liberalismo ortodoxo, que suprimia as corporações.
O cooperativismo surge quase em simultâneo, traduzindo-se numa significativa invenção social, baseada na cooperação, tida como uma forma de associação popular de entreajuda e, simultaneamente, uma empresa não submetida ao comando do fator capital.
As causas para o aparecimento destes movimentos prenderam-se às consequências sociais da Revolução Industrial - à pauperização e à superexploração da classe operária. Baseados em princípios como a entreajuda, a cooperação e a caridade, em detrimento do lucro privado, mobilizando e gerindo recursos monetários e não monetários (donativos e trabalho voluntário), constituíram-se formas de atividade econômica mais solidária, democrática e participativa.
Estes movimentos foram organizados e protagonizados por cidadãos e grupos da sociedade civil com o objectivo de fazer face às necessidades sociais da época.
A título ilustrativo podemos salientar as primeiras cooperativas de consumo e as sociedades de socorros mútuos, as primeiras como garantes do acesso a bens e serviços de primeira necessidade e as segundas como protecção em caso de invalidez ou morte.
A segunda fase é consequência da primeira, com a expansão dos movimentos supra mencionados em atividades como a beneficência, a protecção social, a banca, o consumo e a produção de bens e serviços, os cuidados de saúde e a alfabetização. 
Na viragem para o século XX, assiste-se à institucionalização destas organizações pelo reconhecimento do seu importante papel em situações de fragilidade, através da sua consagração na Lei. É também neste contexto que todas estas experiências passam a ser apelidadas de Economia Social, sobretudo e primeiramente em França, aliás berço do conceito.

### Da Economia Social ao Estado-Providência
A “transição” da Economia Social para o Estado-Providência é considerada como a terceira fase deste sector de actividade, e é geralmente situada no período posterior à Segunda Guerra Mundial. Esta fase caracteriza-se pela perda de importância do Terceiro Sector em favor do Estado, que chamou a si a protecção social. A ideia de crescimento económico no pós-Guerra levou a considerar-se que estariam superadas todas as crises e gerou grande confiança no sistema para manter o bem-estar das populações.
Esta realidade teve como consequência a instrumentalização, a transformação, fragmentação e regulação do Terceiro Sector por um período que durou cerca de trinta anos, uma vez que o Estado passou a controlar grande parte das organizações privadas voltadas à acção social. As mais afectadas parecem ter sido as associações e as mutualidades, cujo modelo serviu de formato aos sistemas de Segurança Social. A estas organizações do Terceiro Sector, coube o acesso a benefícios fiscais e apoios diversos, nem sempre numa perspectiva de autonomia e auto-sustentabilidade económica.
O Estado-Providência corresponde a uma forma de reencaixamento do económico no social, corrigindo os efeitos do mercado. Na mesma linha de raciocínio, para Dias (2005: 46-48), o conceito e a prática de Estado-Providência estão associados às denominadas economias mistas, com objectivos inerentes ao bom funcionamento da economia e do mercado, a par da solução total ou parcial de problemas sociais. 
São ainda identificadas três tipologias de Estado-Providência: o tipo liberal, o corporativo e o universalista.
Ao Estado-Providência de tipo liberal estão associados os planos de bem-estar mais modestos que abrangem sobretudo os mais desfavorecidos. Ainda neste contexto, influenciado pelo ética do trabalho, o Estado funciona como elemento favorecedor do Mercado pelos baixos preços e pela subsistência dos esquemas privados.
Por seu, turno, o Estado-Providência assente num modelo corporativo privilegia a preservação das diferenças de estatutos de classes. Neste caso, o sistema é influenciado pela Igreja e tem uma preocupação notória com a família tradicional.
Por fim, resta a abordagem ao Estado-Providência de tipo universalista, baseado num regime social-democrata, em que se promove a participação plena dos cidadãos, e especificamente a dos trabalhadores, no sentido de assegurar a qualidade dos seus direitos e garantias. 
A crise deste sistema se deve à forma como a esfera económica se torna constituinte do social, e não aos fundamentos ideológicos do Estado-Providência. Nesta lógica, os mecanismos de produção de solidariedade tornam-se abstractos, formais e ilegíveis, em nada contribuindo a burocracia a eles associada. 
Numa igual perspectiva de crise, são apontadas outras causas como a deterioração rápida da qualidade dos bens oferecidos, criticando-se a insuficiente contribuição do Estado-Providência para a redução das desigualdades, pois os programas sociais mais importantes beneficiam sobretudo as classes médias.
Uma vez que se aborda a questão da crise do Estado-Providência, julga-se oportuno apresentar a análise e a critica de um dos importantes teóricos na temática – Karl Marx. Nesta sequência de ideias, este autor denomina o Estado-Providência de “muleta do capital”, pois defende que sem a intervenção crescente do Estado, “o capitalismo desmoronar-se-ia”. Marx defende que o Estado está ligado à emergência da burguesia, funcionando como um “aparelho de dominação de uma classe”.
Ao tecer criticas, Marx apresenta igualmente soluções que passariam sobretudo pelo desaparecimento do Estado em prol do Comunismo, crendo assim numa sociedade de relações económicas e sociais mais igualitárias, sem necessidade, portanto, de uma “máquina redistribuidora dos rendimentos”. A solidariedade estaria assim expressa pela existência de relações sociais de tipo comunitário.
Na mesma linha de ideias, à crise do Estado-Providência deveria seguir-se a redefinição das fronteiras e das relações entre Estado e a Sociedade, assentes na substituição da estatização pela socialização, na descentralização (aumentando as tarefas e as responsabilidades das colectividades locais nos domínios sociais e culturais) e na autonomização (transferindo para as colectividades não públicas tarefas de serviço público). Este empowerment societal deveria originar a redução da procura do Estado e o reencaixe da solidariedade na sociedade.

### A revitalização da Economia Social
O final da década de 1970, por seu turno, é marcada por uma crise económica e social, acompanhada por uma progressiva globalização económica e pelas transformações nas políticas do mercado e da protecção social, reflexo das crescentes dificuldades fiscais do Estado (em crise e retracção). Estas facilidades levaram os governos a procurar transferir para o sector privado a provisão de um conjunto de bens e serviços públicos. 
A redução do crescimento económico durante os anos 1980, associada ao crescimento do desemprego e a um ambiente de incerteza, gerou um sentimento de desconfiança em relação à capacidade do sistema para garantir o bem-estar e sua sustentabilidade a curto prazo. 
Estas realidades impulsionaram a revitalização do Terceiro Sector (sexta fase), refletindo-se na constituição de estruturas federativas de representação comum a nível internacional e transnacional e na reafirmação da identidade comum, enfatizando os seus princípios.  
O Terceiro Sector sofreu também uma renovação, como forma de adaptação e de resposta a novos problemas sociais, como as novas formas de pobreza, a exclusão social e o desemprego. Para além das tradicionais organizações, surgem as Organizações Não Governamentais (ONG) em áreas de intervenção tão inovadoras como o comércio justo ou o crédito solidário. 
A consolidação das organizações do terceiro Sector foram acompanhadas pela criação de novos quadros jurídicos em vários países da União Europeia, com destaque para algumas iniciativas. Dentre as mais significativas podem-se destacar cooperativas em Juiz de fora e as Empresas de Inserção em França e na Bélgica.
Em jeito de conclusão desta análise ao fenómeno da Economia Social, cumpre referir que a sua existência acompanhou a história da humanidade, com altos e baixos de visibilidade e intervenção, todavia procurando sempre adaptar-se e dar resposta aos problemas sociais e realidades locais. Cumpre acrescentar, como principal conclusão, que a Economia Social e Estado-Providência têm evoluções inversas, quando um perde expressão, o outro tende a ganhá-la

## Evolução histórica da Economia Social em Portugal
A Economia Social na história de Portugal remonta desde há séculos, todavia não enquanto conceito mas enquanto realidade pautada por princípios transversais a muitas das actuais iniciativas. 
Em Portugal, as primeiras experiências com características da Economia Social referem-se ao reinado de D. Dinis, com a criação de uma Bolsa do Comércio em 1293. Mais tarde, já no reinado de D. Afonso V, surgem as confrarias leigas enquanto associações voluntárias de irmãos tendo em vista o socorro mútuo. Caracterizaram-se, numa primeira fase, pelo seu cariz corporativo de associação por profissão para ajuda mútua em caso de carência social. Trataram-se assim de organizações que combinaram um cariz de natureza material com princípios espirituais. Estas prolongaram-se ainda no tempo, demonstrando a sua capacidade de pressão, nomeadamente com a criação da Casa dos Vinte e Quatro.
Mais tarde, surgem as Misericórdias, enquanto fusão entre os princípios das ditas confrarias e o das unidades, entendidas como organizações de auxílio aos mais pobres. A primeira, a Misericórdia das Caldas da Rainha, constitui-se em 1498 sob a égide da rainha D. Leonor, seguida da Misericórdia de Lisboa.
Quase um século depois (1578), surge outro movimento – o Celeiro de Évora – com o objectivo de conceder empréstimos em sementes em anos maus aos agricultores mais desfavorecidos, constituindo-se como um seguro de colheitas denominado de Monte Pio.
Já no século XIX, Mouzinho da Silveira termina com a exclusividade da Igreja enquanto única promotora da Economia Social, inteiramente fundamentada na caridade cristã, abrindo caminho a uma era menos conservadora e mais liberal. Este é um importante marco na história da Economia Social em Portugal, pautado pelos princípios ainda actualmente associados à Economia Social, referidos noutros desenvolvimentos do presente trabalho.
Em Portugal, este século é igualmente marcado pelo 1º Congresso Social (1865) e pelo Congresso das Associações Portuguesas (1882), todavia com poucos reflexos na prática. Em 1894, teve lugar o Congresso das Cooperativas, com reivindicações ao nível dos direitos laborais, influenciado por nomes como Antero de Quental e Alexandre Herculano. Acredita-se assim numa mutação social baseada nas ideias socializantes da época.
O século XX, por seu turno, é marcado pela emergência de uma ditadura política, com reflexos nas organizações de Economia Social. O Estado Novo atribuiu, assim, um estatuto privilegiado às formas de protecção social baseadas em instituições de assistência com ideologia Católica Romana, dado o contexto político da época. A consequência mais óbvia deste facto, entende-se com o princípio da "supletividade" da acção do Estado relativamente às iniciativas particulares, que por intermédio de financiamentos públicos aumentou o património das instituições, ao invés de generalizar o acesso aos serviços de acção social que constituem um direito implícito de toda a população.
Na mesma lógica, nos anos 1960 do século XX julgou-se que já não iriam existir mais crises económicas como as anteriores e que ao nível da segurança social estava tudo assegurado. Fomentou-se o denominado Estado-Providência que nunca se chegou a implementar na sociedade portuguesa. Como prova temos o facto de o Estado português se ter assumido como cada vez menos responsável pela garantia de alguma providência. Um exemplo elucidativo da constante desresponsabilização é o incentivo e apoio a actividades desenvolvidas pelas IPSS. É nesse cenário que o Estado-Providência português é frequentemente denominado de quasi-Estado-Providência, marcado igualmente por uma evolução tardia devido ao contexto da Revolução Democrática, da crise económica e social provocada pela Crise do Petróleo e dos efeitos dos debates da redução do Estado-Providência dos anos 1980. 
Com o fim do Estado Novo (1974) e restabelecida a Democracia, houve lugar uma reestruturação das políticas de protecção social, com a introdução de novos paradigmas de intervenção social tendo em conta os novos papéis de um Estado mais democrático.
Simultaneamente, constatou-se um maior dinamismo na sociedade civil em relação aos grupos socialmente desfavorecidos. Tiveram início, nessa altura, o Serviço Nacional de Saúde, bem como o desenvolvimento de um Sistema Integrado de Segurança Social através da publicação da Lei Quadro da Segurança Social (Lei 28/84 de 14 de Agosto), substituindo os tradicionais sistemas de previdência e de assistência.
Ainda anteriormente (1976), a Constituição da República Portuguesa passou a reconhecer o sector cooperativo, a par do sector público e privado. Mais tarde e ainda a nível legislativo, em 1989, ao sector cooperativo é adicionado uma vertente social, englobando os sub-sectores comunitário e autogestionário. Quase uma década depois, a revisão constitucional de 1997 juntou à vertente social o sub-sector solidário, em especial as mutualidades. 
Tanto a nível legislativo como a nível prático, desde a Revolução de Abril que o Estado reconhece o contributo das IPSS na prossecução dos objectivos da segurança social, facto evidente desde os primeiros estatutos das IPSS (1979). Nesse aspecto, cabe ao Estado estabelecer acordos entre estas e os Centros Regionais de Segurança Social, com regras legais que criam direitos e deveres entre as partes.
A partir dos anos 1990, estes acordos de cooperação são negociados entre o Estado e as instituições, tendo por base um protocolo previamente estabelecido entre o Ministro da tutela a as Uniões que representam as instituições, onde fica acordada a comparticipação financeira da Segurança Social. Esta excessiva dependência financeira do Estado levanta questões como a falta de autonomia e sustentabilidade das instituições.

### Os contornos actuais da Economia Social em Portugal
Ao abordar a questão da actualidade da Economia Social em Portugal, julga-se conveniente estabelecer um paralelo com outras realidades europeias. Assim, será conveniente começar por referir que em Portugal, o conceito de Economia Social não está tão desenvolvido em contraponto a outros, como a Suécia e a Finlândia. Nestes a sociedade civil tem grande expressão e organização, gerando empresas sociais que têm como objectivo a maximização do lucro mas em que a totalidade ou parte desse lucro é reinvestido no desenvolvimento social, na educação, na cultura da população. Nesses contextos, assiste-se à sustentabilidade dos sistemas de Segurança Social, uma vez que as funções sociais são cobertas não só pelo Estado-Providência, mas também pela sociedade civil. Nesses países nórdicos existe uma maior consciência social que é necessário desenvolver em Portugal.
Tem-se assistido, nos últimos anos, ao desenvolvimento em grande escala do sector social em Portugal. Esse desenvolvimento é claramente sustentado no aumento do número de cooperativas, no aumento da curiosidade científica na temática e nas diversas políticas com efeitos directos e indirectos no Sector.
Essas iniciativas em forma de Instituições contribuem como aliadas decisivas do Estado, pela sua capacidade de gerar maior oferta social a um custo inferior ao praticado pelo Estado, permitindo, na presente conjuntura económica, a convivência dos desideratos da redução de custos e intervenção social e pelo seu forte apelativo à intervenção cívica do cidadão.